# Madres de Plaza de Mayo

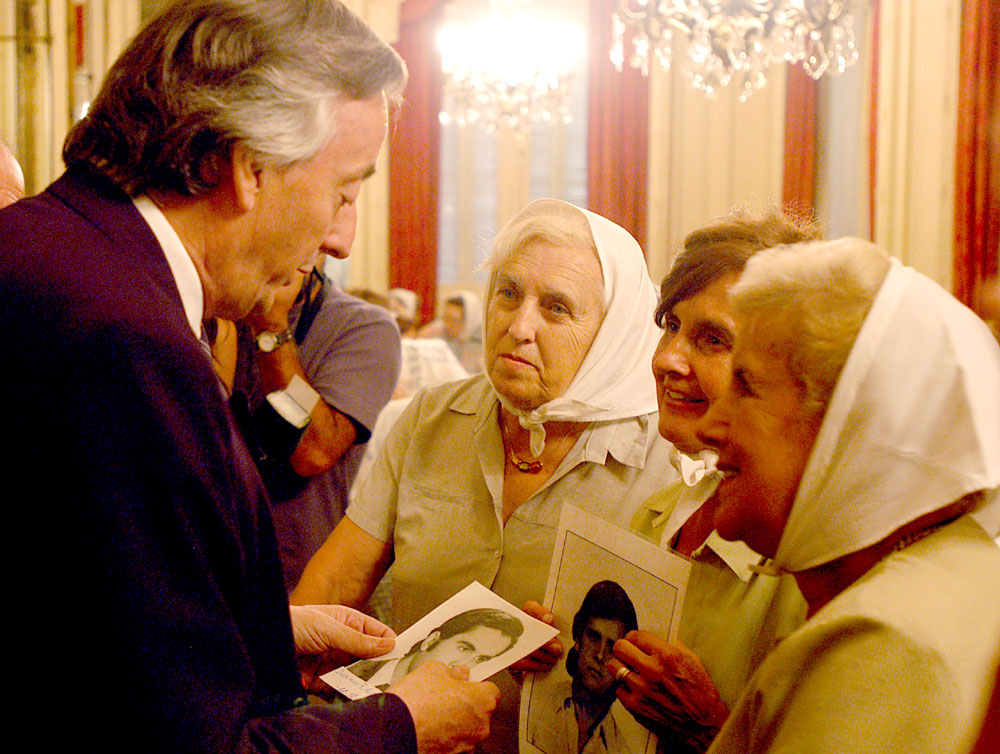
Einige der Mütter bei Präsident Néstor Kirchner

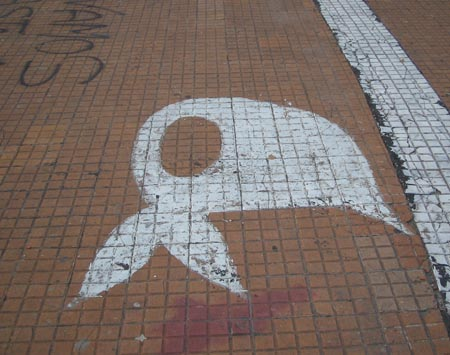
Das weiße Kopftuch der Madres, auf den Boden gemalt auf der Plaza de Mayo, Buenos Aires

Die Madres de Plaza de Mayo („Mütter des Platzes der Mairevolution“) ist eine Organisation argentinischer Frauen, deren Kinder unter der Militärdiktatur von 1976 bis 1983 unter zunächst ungeklärten Umständen „verschwanden“ (Desaparecidos). Sie ist eine der wichtigsten Menschenrechtsorganisationen Argentiniens. Während der Militärdiktatur konzentrierte sich ihr Protest zunächst darauf, die Freilassung von Verhafteten oder Informationen über deren Verbleib einzufordern. Danach setzten sich die Madres de Plaza de Mayo für eine strafrechtliche Aufarbeitung der in der Diktatur begangenen Menschenrechtsverletzungen ein und engagierten sich zudem für ein Gedenken an die Opfer.
Erst nach und nach stellte sich heraus, dass das systematische, geheimgehaltene Verschwindenlassen politischer Gegner ein Teil des so genannten schmutzigen Krieges (Guerra Sucia) des Militärs war. Nach dem Übergang zur Demokratie zeigte sich unter anderem in offiziellen Untersuchungen, dass auf diese Weise bis zu 30.000 Menschen ermordet worden waren. Die Mütter gehören – gemeinsam mit den Abuelas de Plaza de Mayo (Großmütter der Plaza de Mayo) – zu den wenigen Menschen in Argentinien, die dagegen öffentlich protestierten. Sie gerieten dadurch selbst in Gefahr, so verschwand ihre erste Vorsitzende, Azucena Villaflor, ebenfalls spurlos.

## Übersicht
Der Name bezieht sich auf die Plaza de Mayo, den Platz vor dem Präsidentenpalast in Buenos Aires, auf dem sich die Frauen seit der Militärdiktatur trafen, um gegen das Unrecht des Verschwindenlassens zu protestieren, das ihre Familien auseinanderriss und um Aufklärung der Taten und Bestrafung der Schuldigen zu fordern. Jeden Donnerstag, erstmals am 30. April 1977, umrunden sie für eine halbe Stunde stumm den Platz, weil Proteste im Stehen seinerzeit verboten waren. Das aus Trauer und Protest getragene weiße Kopftuch der Madres wurde zum bekannten Symbol ihres Widerstands und Kampfes für Gerechtigkeit. Nélida Gómez de Navajas war eine der Initiatorinnen.
Die erste Anführerin der Madres war Azucena Villaflor de Vicenti; sie „verschwand“ wie viele andere Argentinier. Ihre Nachfolgerin war von 1979 bis zu ihrem Tod Hebe de Bonafini (1928–2022).
Die Amnestiegesetze und Gnadenerlasse, insbesondere das Schlusspunktgesetz und das Gesetz über die Gehorsamspflicht, die die Militärs lange geschützt hatten, wurden während der Amtszeit des von 2003 bis 2007 regierenden Präsidenten Néstor Kirchner aufgehoben und durch das argentinische Verfassungsgericht für verfassungs- und völkerrechtswidrig und somit für nichtig erklärt. Während der Präsidentschaft Kirchners verzichteten die Madres auf ihre wöchentlichen Märsche. Diese wurden im Jahr 2016 nach dem Amtsantritt von Mauricio Macri wieder aufgenommen, nachdem Macri die Verbrechen der Militärdiktatur relativiert hatte. Die wöchentlichen Proteste auf der Plaza de Mayo, verbunden mit der Forderung nach Aufklärung der Verbrechen der Militärdiktatur, setzen die Frauen bis heute (Stand 2019) fort.
Die Madres betreiben heute als nationale Institution eine eigene Zeitung, eine Buchhandlung, einen Radiosender und eine Universität. Am 30. Jahrestag wurden die mittlerweile betagten Mütter mit einem Festakt in Buenos Aires sowie mit zahlreichen Veranstaltungen geehrt.
Vor allem dem Engagement lateinamerikanischer Menschenrechtsaktivisten und dem Engagement von Angehörigen von Desaparecidos wie den Madres ist es zu verdanken, dass am 23. Dezember 2010 die UN-Konvention gegen Verschwindenlassen in Kraft treten konnte. Durch die Konvention wurde ein neuer Straftatbestand im Völkerrecht implementiert. Dabei ging es nicht zuletzt darum, den Begriff des Opfers auf Familienangehörige von verschwundenen Personen auszudehnen, um ihnen gewisse Rechte zu sichern.

## Auszeichnungen und Erinnerung
- 1992: Sacharow-Preis für geistige Freiheit
- 1999: UNESCO-Preis für Friedenserziehung
- 1999: Methodistischer Friedenspreis

Im 15. Arrondissement von Paris wurde 2008 der Jardin des Mères et Grand-mères de la Place de Mai (Garten der Mütter und Großmütter der Plaza de Mayo) eingeweiht. In der katholischen Kirche St. Clemens (Sint-Clemenskerk) in Nes auf Ameland zeigt ein Kirchenfenster drei Madres de Plaza de Mayo.

## Dokumentarfilm
- 1985: Die Mütter der Plaza del Mayo (Las madres de la Plaza de Mayo) – Regie: Susana Blaustein Muñoz, Lourdes Portillo